# Comesperma sylvestre
Comesperma sylvestre är en jungfrulinsväxtart som beskrevs av John Lindley. Comesperma sylvestre ingår i släktet Comesperma och familjen jungfrulinsväxter. Inga underarter finns listade i Catalogue of Life.